# Andreja Barle Lakota
Andreja Barle Lakota, slovenski politik, * 15. februar 1959.
Med 15. aprilom in 11. decembrom 2002 je bila državna sekretarka Republike Slovenije na Ministrstvu za šolstvo, znanost in šport Republike Slovenije.
Trenutno je državna sekretarka na ministrstvu za izobraževanje, znanost in šport in predavateljica na Mednarodni fakulteti za družbene in poslovne študije v  Celju.